# Matt Sherrod
Matt Sherrod – amerykański perkusista. W 2007 roku, po śmierci Paula Hestera w 2005, zaangażowany jako perkusista w zespole Crowded House. Został wybrany na to stanowisko, gdy grupa zdecydowała się reaktywować.